# Chó lớn vùng núi Thụy Sĩ

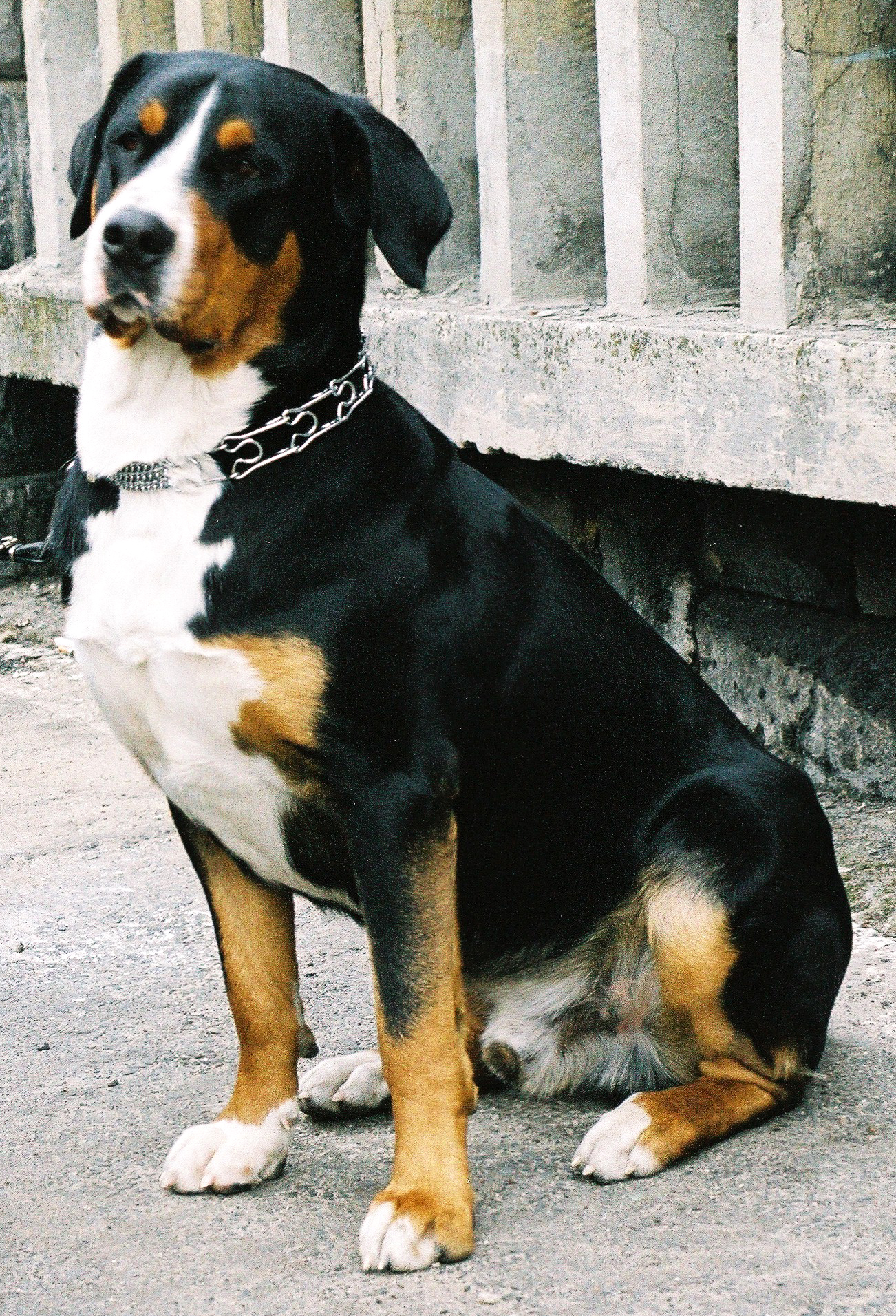
Một con chó núi Thụy Sĩ lớn

Chó lớn vùng núi Thụy Sĩ (tiếng Anh: Greater Swiss Mountain Dog, tiếng Đức: Grosser Schweizer Sennenhund, tiếng Pháp: Grand Bouvier Suisse) là một giống chó chăn gia súc có nguồn gốc từ Thụy Sĩ. Đây là một trong 4 giống chó tam thể của Thụy Sĩ (Sennenhund). Chúng thường được sử dụng làm chó canh gác và kéo xe, ngày nay, chúng được sử dụng làm chó nuôi trong gia đình và dùng để canh gác. Chúng là giống chó tự chủ, tập trung, cảnh giác, canh gác tốt, không sợ hãi, quấn quýt, tận tụy với chủ và các thành viên trong gia đình một cách tự nhiên, tự chủ và điềm tĩnh với người lạ, rất ngoan ngoãn, dễ bảo. Một số cá thể có tính cách không ổn định, gặp lỗi nặng về tính cách sợ hãi, nhút nhát hoặc hung dữ.

## Lịch sử
Năm 1908, tại Langenthal, trong cuộc thi nhân dịp sự kiện 25 năm thành lập Hiệp hội chó giống Thụy Sĩ (Schweizerische Kynologische Gesellschaft viết tắt là SKG), hai con chó lông ngắn tương tự chó dòng chó núi Bern (Bernese Mountain Dog) đã được giới thiệu và quảng bá là chó núi Thụy Sĩ (Swiss Mountain Dog), bởi Albert Heim. Ông ta ghi nhận chúng là đại diện của một dòng chó cổ, có kích thước lớn và đang dần mất đi. Loại chó này được những lò mổ gia súc nuôi rất rộng rãi trong quá khứ, và đã được mang đi nhiều nơi ở châu Âu với mục đích làm chó canh gác, kéo xe và lùa gia súc.
Năm 1909, chúng được Hiệp hội chó giống Thụy Sĩ-SKG ghi nhận là một giống chó riêng biệt và được đăng ký trong tập thứ 12 của Sổ phả hệ chó giống Thụy Sĩ. Năm 1912, câu lạc bộ đầu tiên của giống chó này được thành lập với mục tiêu bảo tồn và phát triển giống chó này. Bản tiêu chuẩn đầu tiên được xuất bản bởi FCI vào ngày 5 tháng 2 năm 1939. Ngày nay, giống chó này được nuôi ở nhiều nước châu Âu, chúng đặc biệt được ưa chuộng làm chó trong gia đình do tính điềm đạm và rất đáng tin cậy của chúng.

## Đặc điểm

### Tổng thể

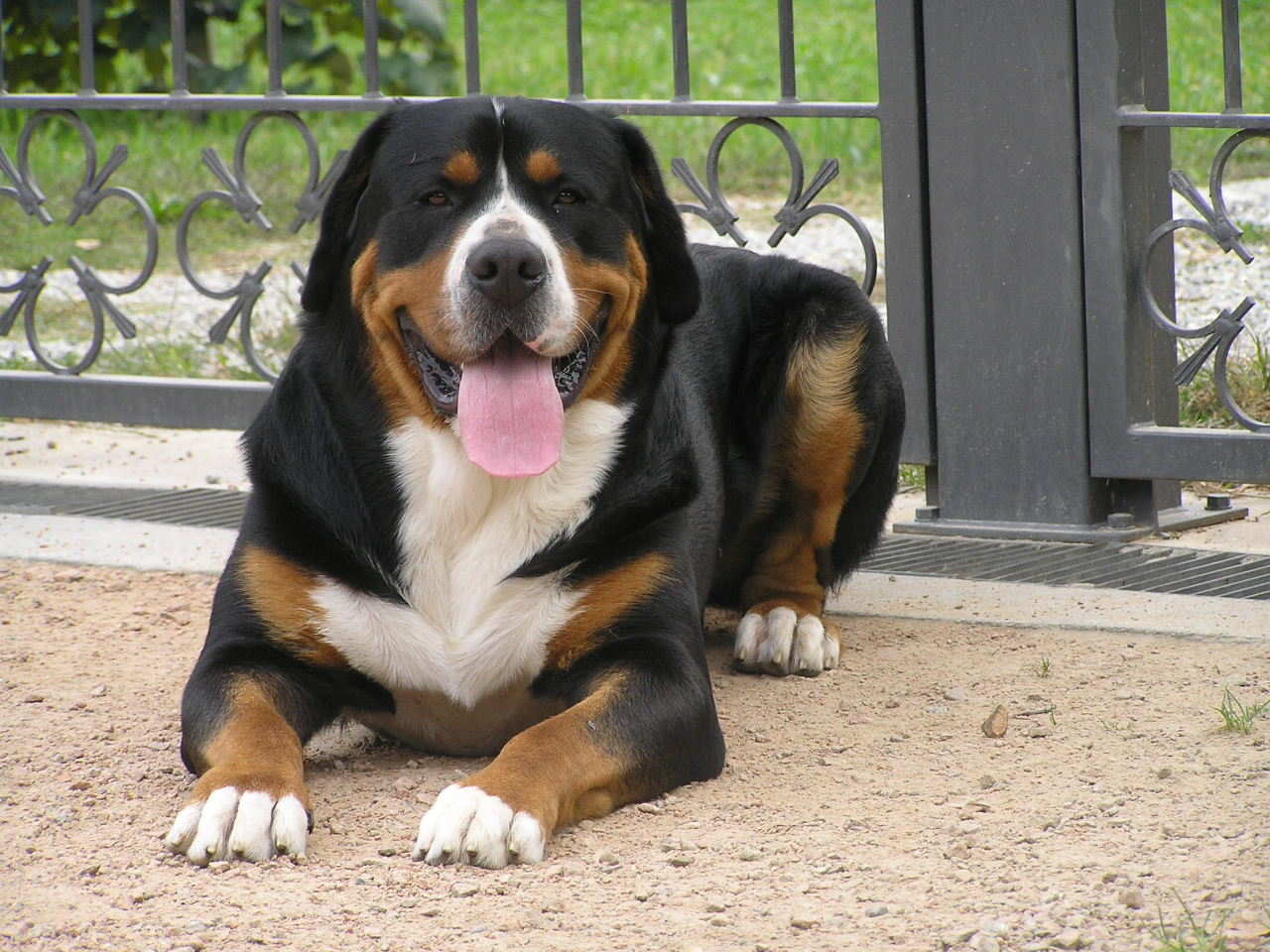
Một con chó Thụy Sĩ lớn

Chúng là giống chó tầm vóc đô, lông có ba màu (tham thể hay tam sắc), cường tráng, xương nặng, rất mạnh khỏe. Mặc dù vậy, chúng vẫn bộc lộ sự khéo léo và bền bỉ khi làm việc. Sự khác biệt về ngoại hình liên quan đến giới tính là khá rõ rệt. Chiều cao tới vai của chiều dài thân (đo bằng chiều dài từ chóp vai tới khấu đuôi) tương đương 9. Chiều cao tới vai: Độ sâu ngực khoảng 2:1. Chiều cao tới vai của chó đực: 65–72 cm, chiều cao tới vai của chó cái là từ 60–68 cm. 

### Phần đầu
Chiều dài sọ và chiều dài mõm = 1:1. Độ rộng đầu: độ rộng mõm = 2:1. Đầu to tương xứng với thân mình. Trong tổng thể với thân mình, đầu không được quá nặng nề. Đầu chó đực thường to hơn đầu chó cái. Sọ phẳng và rộng. Đường rẽ đôi trán nhìn rất rõ. Mắt màu sáng, mi mắt không khép khít. Mắt to trung bình, có màu nâu từ hạt dẻ tới màu nâu đỏ nhạt, hình quả hạnh, mi mắt khép chặt. Mắt không quá sâu nhưng cũng không lồi. Mi mắt có màu tối. Mắt biểu thị sự cảnh giác nhưng vẫn thân thiện. Mắt có màu xanh lơ va mắt quá cụp hoặc xếch la lỗi.
Tai có kích thước trung bình, hình tam giác, nằm cao trên đầu, khi nghỉ ngơi, tai chúng nhìn xẹp xuống và áp sát với đầu. Khi bị kích thích hoặc đang hăng hái, cảnh giác, tai hướng về phía trước. Tai có lông che phủ cả phía trong và ngoài. Điểm gấp giữa mặt và mõm gấp rõ. Mũi có màu đen. Mõm to, mạnh mẽ. Chiều dài dài hơn chiều rộng, mõm không được nhọn kể cả khi nhìn từ trên hoặc nhìn từ bên. Sống mũi thẳng, không có đường xẻ rãnh. Môi khít thật chặt, có màu đen. Không rủ xuống. Hàm và răng chắc khỏe, phát triển đầy đủ, toàn bộ hàm răng cắn hình cắt kéo rất khít. Thiếu 2 răng tiền hàm số 1 và/hoặc số 2, răng hàm số 3. Thiếu bất cứ răng nào trừ các răng tiền hàm số 1 hoặc 2. Răng hàm số 3 không được xem xét để đánh giá. Miếng cắn trung bình. Hàm răng vẩu hoặc trễ, mõm nhăn nhúm là lỗi. 

### Phần thân
Cổ chúng mạnh mẽ, chắc khỏe, nhìn khá lớn và không có diềm cổ. Chiều dài mình dài hơn chiều cao đến vai. Lưng dài vừa phải, thẳng, chắc chắn. Hông rộng và mạnh mẽ. Mông dài và nở rộng. Mông hơi dốc. Không bao giờ cao hơn vai hoặc đột ngột dốc xuống. Ngực rộng và sâu tới khủy chân trước. Phần ức phát triển. Lồng ngực hình ô van, không phẳng cũng khong có hình thùng rượu. Đường viền dưới bụng thon nhẹ, bụng ở phần sườn cong lên vừa phải. Đuôi kéo dài vừa vặn từ mông, đuôi to, nặng và dài tới khủy chân sau. Khi nghỉ ngơi, đuôi buông thõng. Khi vận động, đuôi vung lên cao hơn lưng, có thể cong nhẹ về phía trước nhưng không bao giờ cong chạm tới lưng. Nhìn từ phía trước, chân trước thẳng và song song với nhau. Khi đứng, hai chân hơi hướng xa nhau ra. Xương bả vai dài, to khỏe và xiên, tạo với xương cẳng trên một góc không quá tù. Vai nằm sát với lồng ngực và rất lực lưỡng. Chó đực cần phải có đủ 2 tinh hoàn lộ rõ ở bìu.

### Tứ chi
Ống chân chúng có xương to, mạnh mẽ và thẳng. Cổ chân chắc chắn, nhìn từ bên, cổ chân hơi hướng ra phía trước. Nhìn từ đằng trước, cổ chân thẳng với ống chân. Nhìn từ phía sau, hai chân sau thẳng và không quá gần nhau. Cổ chân và bàn chân không chĩa vào trong cũng như ra ngoài. Huyền đề (móng treo) bị cắt bỏ. Bắp đùi dài, to, chắc khỏe và rất lực lưỡng. Đùi trên tạo thành một góc tù rõ rệt. Cẳng chân sau khá dài. Khớp cổ chân chắc chắn, tạo thành góc rõ rệt. Chắc chắn, nằm thẳng hướng về phía trước, các ngón chân sát nhau, móng chân cứng chắc.Bước chạy dại, luôn khỏe khoắn, cân bằng. Bước chạy hướng nhẹ nhàng về phía trước, với lực đẩy tốt từ chân sau. Khi chạy nước kiệu, các chân chạy trên đường thẳng về phía trước. 

### Bộ lông
Lông kép, rất dày, bao gồm lớp lông bên ngoài có chiều dài trung bình và lớp long bên trong mịn. Lớp lông bên trong có màu xám sậm hoặc màu đen. Trường hợp lớp lông bên ngoài ngắn cũng có thể được cho phép nếu có đủ lớp lông dưới. Lông có 3 màu. Màu đen sẫm là màu chủ đạo, làm nền cho các vệt màu vàng sậm và các sọc màu trắng tinh. Mảng màu vàng nằm giữa màu đen và sọc lông trắng ở má, trên mắt, phía trong tai và hai bên ức, tại tứ chi và ở dưới đuôi. Màu trắng có ở trên đầu và sống mũi, chạy liên tục từ cổ họng xuống ngực, bên má, trên mắt, ở bốn chân và trước ngực, ở bàn chân và chóp đuôi.
Giữa các sọc trắng và vàng phía trên mắt có thể có một vệt màu đen, dải lông trắng trên cổ hoặc lông trắng bao quanh cổ thành vòng cũng được chấp nhận. Có lông màu vàng nâu hoặc xám nhạt ở lớp lông lót. Các khoang màu không rõ rệt. Các khoang màu bị lỗi như thiếu mảng màu trắng trên đầu, hoặc sọc lông trắng quá rộng. Sọc lông trắng trên mõm kéo dài tới tận góc mõm. Chân có lông trắng cao đến cổ chân, cả chân trước và sau (đi ủng trắng). Các mảng màu không đối xứng. Lông ngắn nhưng không có lớp lông lót. Lông dài Có nhiều hơn 3 màu trên lông. Màu nền không phải là màu đen.